# Plymouth Valiant
Der Plymouth Valiant ist ein Mittelklassewagen, der von 1959 bis 1976 von Plymouth, der Juniormarke des drittgrößten amerikanischen Autoherstellers Chrysler, hergestellt wurde.

## Modellhistorie
Die modellpolitische Aufgabe des Valiant war die gleiche wie bei den fast gleichzeitig vorgestellten Konkurrenzmodellen Chevrolet Corvair und Ford Falcon. Im Laufe der 1950er Jahre waren die amerikanischen Autos immer größer und schwerer geworden. Dieses entsprach durchaus den Wünschen eines großen Teils der Kundschaft, doch hatten die großen amerikanischen Hersteller damit eine Marktlücke geschaffen, die von der American Motors Corporation und von Importfahrzeugen, an erster Stelle dem VW Käfer, gefüllt wurde. Der Verkaufserfolg von AMC und VW wurde Ende der 1950er Jahre so groß, dass er nicht mehr übersehen werden konnte. Die führenden drei Konzerne reagierten schließlich im Herbst 1959 praktisch gleichzeitig mit der Einführung ihrer Kompaktwagen.

### 1960–1962
Mit dem neuen Valiant war Plymouth nicht so mutig wie Chevrolet, aber mutiger als Ford. Der Valiant war ganz konventionell mit Frontmotor und Hinterradantrieb ausgestattet, doch zeigte seine Karosserie einen ganz eigenen, etwas gewöhnungsbedürftigen Stil. Es zeigte sich aber, dass Ford mit dem glatt und schnörkellos geformten Falcon den größeren Erfolg hatte. Plymouth wollte sein neues Modell ursprünglich wie das Konzeptfahrzeug von 1955 „Falcon“ nennen, doch Ford hatte sich diesen Namen bereits für sein Kompaktmodell gesichert. Im ersten Modelljahr lief der Valiant als eigene Marke, erst ab 1961 wurde er Plymouth zugeordnet.
Der Valiant verfügt im Gegensatz zu vielen anderen amerikanischen Fahrzeugen dieser Zeit über eine selbsttragende Karosserie. Angetrieben wird er von einem vorne eingebauten, „Slant Six“ genannten Sechszylinder-Reihenmotor. Der Name „Slant“ (schräg) deutet auf die um 30° zur Seite geneigte Einbaulage hin. Zu Beginn war nur eine Variante mit 2,8 Liter Hubraum verfügbar. Ab der Modellüberarbeitung 1962 wurde auch eine Variante mit 3,7 Liter Hubraum angeboten.
Auch die Händler von Dodge, der zweiten Volumenmarke des Chrysler-Konzerns, wollten an der gewachsenen Nachfrage nach kompakteren Autos teilhaben. So war 1961 und 1962 ein nur geringfügig modifiziertes Schwestermodell des Valiant unter dem Namen Dodge Lancer im Angebot.

### 1963–1966
Auf die Kritik an der unkonventionellen Optik reagierte Plymouth zum Modelljahr 1963 mit einer großen Überarbeitung hin zu einer weniger auffälligen Karosserieform.
Ab 1964 gab es den Valiant auch, um mit der Konkurrenz mithalten zu können, auf Wunsch mit einem V8-Motor. Der Valiant war so das günstigste Automobil mit acht Zylindern. Dieser Motor begründete Chryslers LA-Familie von V8-Motoren, die noch bis 2002 in Produktion waren. Aus 273 in3 (4478 cm3) Hubraum gewinnt der LA eine Leistung von 180 brutto SAE-PS, ein Jahr später mit einem Doppel-Registervergaser dann 235 brutto SAE-PS.
Auch von dieser Generation gab es ein Dodge-Schwestermodell. Dieses trug nun den Namen Dodge Dart. Der Dart wurde, wie der Valiant, bis 1976 angeboten. 1966 war das letzte Jahr, in welchem der Valiant auch als Kombi (Station Wagon) angeboten wurde. Der Valiant diente auch von 1964 bis 1969 als Basis für ein Pony-Car, den Plymouth Barracuda.

### 1967–1976
Das Modell 1967 führte schließlich zu einer ziemlich kantigen Karosserie. Dabei handelte es sich jedoch nicht nur um äußerliche Retuschen: Die Dachschale wurde verstärkt, die Spur verbreitert und die Vorderradaufhängung rückte um 51 mm nach vorn. Die Hinterachse war weiterhin als an Längsblattfedern geführte Starrachse ausgeführt. Das Kofferraumvolumen der Limousine betrug für europäische Verhältnisse außergewöhnliche 750 Liter. Die Lenksäule war stoßnachgiebig ausgeführt. An der Zweikreisbremsanlage gab es Scheibenbremsen nur gegen Aufpreis.
In dieser Form blieb der Valiant zehn Jahre lang nahezu unverändert bis 1976 im Angebot, was für amerikanische Autos in dieser Epoche ziemlich ungewöhnlich war. Einzige größere Überarbeitung war 1974 der Wechsel auf den längeren Radstand des Schwestermodells Dodge Dart. Nachfolger wurde dann schließlich der Plymouth Volare.
Wie bei allen amerikanischen Wagen sanken die Leistungen der Motoren, nachdem durch den Muscle-Car-Boom die Versicherungsprämien enorm gestiegen waren. Hinzu kamen die Ölkrise 1973 und das gestiegene Umwelt- und Sicherheitsbewusstsein der Regierung, das die Hersteller zu größerem ökologischen Engagement zwang. In dieser Zeit war der Valiant das erfolgreichste Modell der Marke Plymouth, er erreichte etwa 40 % aller Verkäufe Anfang der 1970er-Jahre.
Nachdem der Plymouth Barracuda auf eine größere Plattform wechselte, brachte Plymouth für 1970 ein etwas kleineres Coupé heraus, das mit dem neu eingeführten Ford Maverick konkurrieren sollte. Es besaß eine eigenständige, dem Geschmack der Zeit entsprechende Karosserie, basierte aber technisch weitgehend auf dem Valiant. Anfangs wurde das Coupé Valiant Duster genannt, später nur noch Plymouth Duster. Der Duster wurde, wie der Valiant, bis 1976 produziert.

## Motoren
| Bauart                 | Hubraum                        | Bohrung × Hub                     | Max. Leistung            | Max. Drehmoment            | Bauzeit   | Bemerkung |
| Slant-Six              | Slant-Six                      | Slant-Six                         | Slant-Six                | Slant-Six                  | Slant-Six | Slant-Six |
| ---------------------- | ------------------------------ | --------------------------------- | ------------------------ | -------------------------- | --------- | --------- |
| Reihenmotor 6 Zylinder | 170 Kubikzoll (in³) (2790 cm³) | 3.40 × 3.125 in (86,4 × 79,4 mm)  | 101 bhp (75 kW)          | 155 lb-ft (210 Nm)         | 1960–1966 |           |
| Reihenmotor 6 Zylinder | 170 Kubikzoll (in³) (2790 cm³) | 3.40 × 3.125 in (86,4 × 79,4 mm)  | 115 bhp (86 kW)          | 155 lb-ft (210 Nm)         | 1967–1969 |           |
| Reihenmotor 6 Zylinder | 198 in³ (3249 cm³)             | 3.40 × 3.64 in (86,4 × 92,5 mm)   | 125 bhp (93 kW)          | 180 lb-ft (244 Nm)         | 1970–1971 |           |
| Reihenmotor 6 Zylinder | 198 in³ (3249 cm³)             | 3.40 × 3.64 in (86,4 × 92,5 mm)   | 95–100 bhp (71–75 kW)    | 150–160 lb-ft (203–217 Nm) | 1972–1973 |           |
| Reihenmotor 6 Zylinder | 225 in³ (3682 cm³)             | 3.40 × 4.125 in (86,4 × 104,8 mm) | 145 bhp (108 kW)         | 215 lb-ft (292 Nm)         | 1962–1971 |           |
| Reihenmotor 6 Zylinder | 225 in³ (3682 cm³)             | 3.40 × 4.125 in (86,4 × 104,8 mm) | 95–110 bhp (71–82 kW)    | 170–185 lb-ft (230–251 Nm) | 1972–1976 |           |
| V8 LA-Serie            |                                |                                   |                          |                            |           |           |
| V-Motor 8 Zylinder     | 273 in³ (4478 cm³)             | 3.625 × 3.31 in (92,1 × 84,1 mm)  | 180–190 bhp (134–142 kW) | 260 lb-ft (353 Nm)         | 1964–1969 | 2-bbl     |
| V-Motor 8 Zylinder     | 273 in³ (4478 cm³)             | 3.625 × 3.31 in (92,1 × 84,1 mm)  | 235 bhp (175 kW)         | 280 lb-ft (380 Nm)         | 1965–1967 | 4-bbl     |
| V-Motor 8 Zylinder     | 318 in³ (5210 cm³)             | 3.91 × 3.31 in (99,3 × 84,1 mm)   | 230 bhp (172 kW)         | 320–340 lb-ft (434–461 Nm) | 1968–1971 |           |
| V-Motor 8 Zylinder     | 318 in³ (5210 cm³)             | 3.91 × 3.31 in (99,3 × 84,1 mm)   | 145–150 bhp (108–112 kW) | 255–265 lb-ft (346–359 Nm) | 1972–1976 |           |
| V-Motor 8 Zylinder     | 340 in³ (5563 cm³)             | 4.04 × 3.31 in (102,6 × 84,1 mm)  | 275 bhp (205 kW)         | 340 lb-ft (461 Nm)         | 1968–1971 |           |
| V-Motor 8 Zylinder     | 340 in³ (5563 cm³)             | 4.04 × 3.31 in (102,6 × 84,1 mm)  | 240–245 bhp (179–183 kW) | 290–295 lb-ft (393–400 Nm) | 1972–1973 |           |
| V-Motor 8 Zylinder     | 360 in³ (5898 cm³)             | 4.00 × 3.58 in (101,6 × 90,9 mm)  | 220–245 bhp (164–183 kW) | 280–320 lb-ft (380–434 Nm) | 1974–1976 |           |

## Varianten und Produktionsstandorte

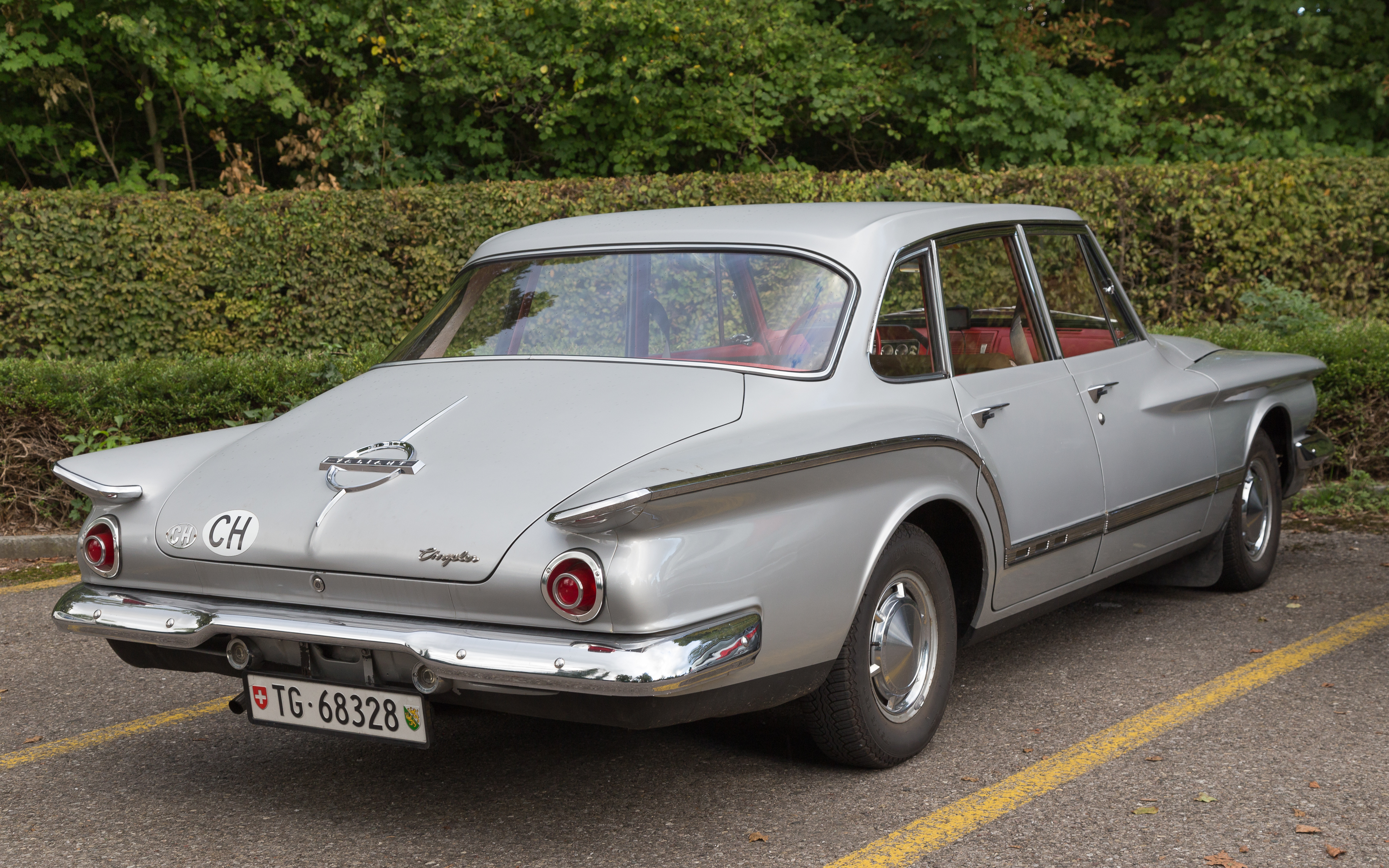
Chrysler Valiant Montage Suisse

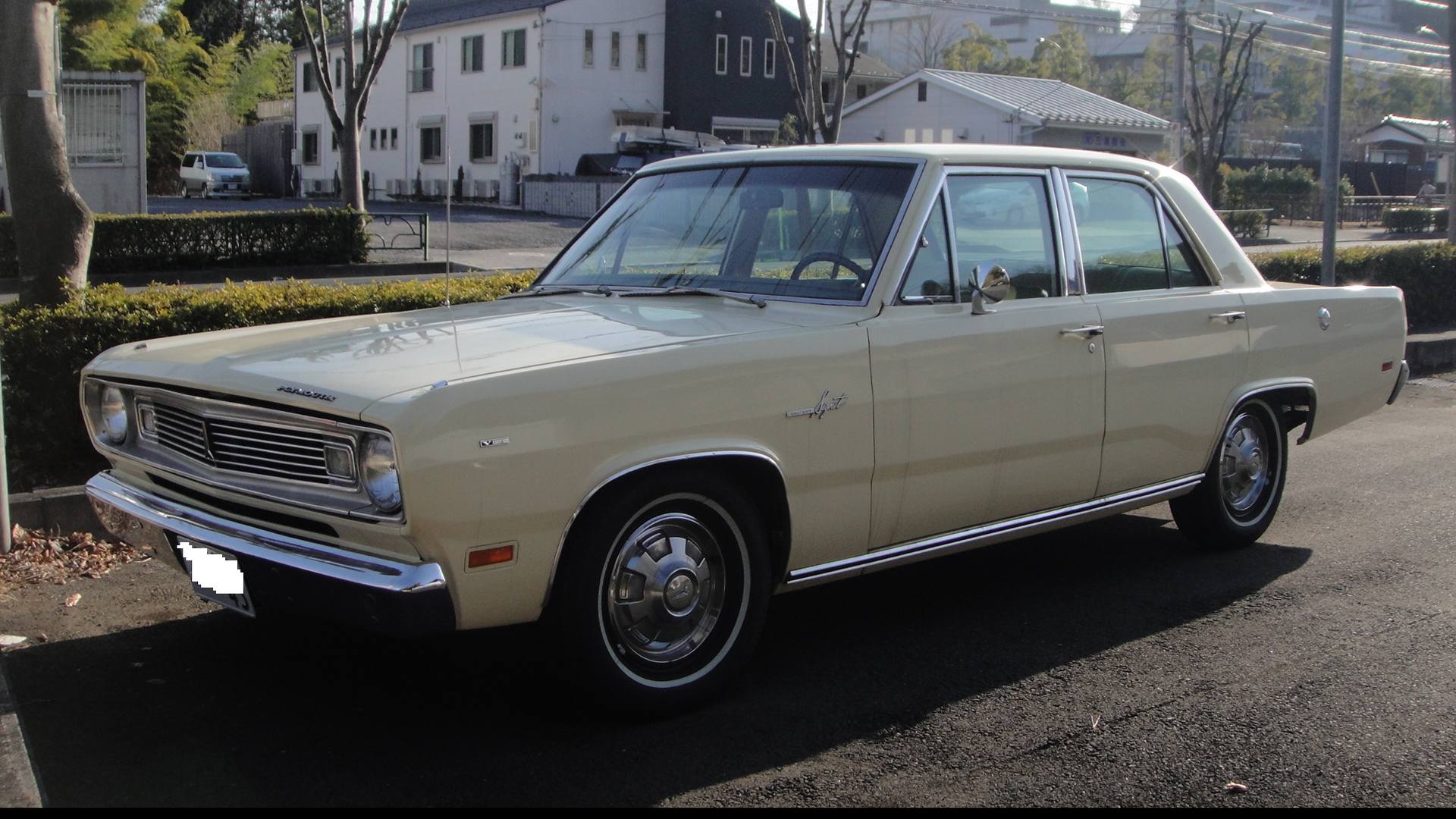
Plymouth Valiant 1969

In Australien, wo es die Marke Plymouth nicht gab, wurde der Valiant unter dem Namen Chrysler Valiant angeboten. Das wäre in den USA völlig undenkbar gewesen, denn dort war der Markenname Chrysler bis zur ersten Ölkrise 1973 ausschließlich den großen Oberklassewagen vorbehalten. Der Valiant war in Australien so erfolgreich, dass er ab 1962 auch dort produziert wurde. Das hatte zur Folge, dass der australische Valiant sich bei gleicher Basis im Detail von dem nordamerikanischen Modell unterschied.
Zu den Kuriositäten zählt es, dass auf dem britischen Markt nicht nur die amerikanischen, sondern parallel auch, zu einem geringeren Preis, aus Australien eingeschiffte Fahrzeuge angeboten wurden. Chrysler gewann zu dieser Zeit zunehmend Einfluss auf Rootes und verpflichtete das Unternehmen zur Straffung des eigenen Typprogramms, gleichzeitig musste Rootes den Vertrieb des preiswerten australischen Valiant in Großbritannien übernehmen.
Erst 1971 erschien mit dem Valiant VH ein völlig eigenständiges Modell, das in den USA nicht übernommen wurde. Dieser Wagen wurde dann bis 1981 gebaut, zuletzt, nach dem Verkauf der australischen Chrysler-Niederlassung, unter der Herrschaft von Mitsubishi.
In der Schweiz wurde der Valiant bereits von 1960 an im AMAG-Montagewerk in Schinznach gebaut. Mit dem Slogan „MONTAGE SUISSE - Mehrwert Durch Schweizer Montage“ wurden die Fahrzeuge recht erfolgreich vermarktet. Die Teile stammten größtenteils aus den USA, aber Scheiben, Teppiche, Sitze, Kühler und Ähnliches stammten aus Schweizer Produktion. Dauerte der Zusammenbau in den USA überwiegend in Fließbandfertigung rund sechs Stunden, waren es in der Schweiz stolze 148 Stunden Handarbeit. 1972 wurden die letzten Valiant montiert. Nebst dem Valiant, der wie in Australien Chrysler Valiant hieß, wurden auch Dodge Dart und Lancer, Valiant Coupe und der Dodge VIP montiert. 
Außerdem wurde der Valiant auch in Holland endmontiert (das US-Modell).